# Bahnhof Remscheid-Lüttringhausen
Der Bahnhof Remscheid-Lüttringhausen ist ein ehemaliger Bahnhof und heutiger Haltepunkt in Lüttringhausen. Seit Dezember 2023 wird er von der RheinRuhrBahn bedient. Im ehemaligen Bahnhofsbereich liegt heute noch eine Ausweichanschlussstelle zur Bedienung des Güterverkehrs.

## Lage
Der Bahnhof befindet sich im Norden von Lüttringhausen, einer bis 1929 selbstständigen Stadt im ehemaligen Kreis Lennep, die heute einen Ortsteil und Stadtbezirk der kreisfreien bergischen Großstadt Remscheid in Nordrhein-Westfalen bildet. Das heute noch vorhandene, nicht mehr öffentlich zugängliche Bahnhofsgebäude befindet sich etwas zurückversetzt östlich und einige Meter oberhalb der Barmer Straße und ist über eine Freitreppe zu erreichen.

## Historie
Der Bahnhof entstand 1868 im Zuge der von der Bergisch-Märkischen Eisenbahn-Gesellschaft (BME) zuerst eingleisig erbauten, normalspurigen und nicht elektrifizierten Bahnstrecke Wuppertal-Oberbarmen–Opladen. Diese verlief zunächst nur von Rittershausen über Ronsdorf und Lüttringhausen nach Lennep.
Der Bahnhof Lüttringhausen wurde am 1. September 1868 eröffnet. Das Empfangsgebäude stammt noch aus der Anfangszeit dieser Bahnstrecke.

## Beschreibung und heutige Situation
Das historische Bahnhofsgebäude besitzt eine Fassade aus Quadersteinen mit beige gestrichenem Verputz. Es verfügt über zwei Vollgeschosse und ein Dachgeschoss mit Satteldach und beiderseitigen Zwerchgiebeln, die sich sowohl über dem Eingangsportal zur Straßenseite hin als auch auf der gegenüberliegenden Seite über dem ehemaligen Zugang zum Hausbahnsteig befinden. Das erste Obergeschoss ist heute teilweise mit Kunstschiefer verkleidet. Im Erdgeschoss befand sich unter anderem der Eingangsbereich, der Warteraum, eine Gaststätte sowie ein Erker mit Fahrdienstleiterstellwerk und -Büro. Das Gebäude ist heute ohne bahnbetriebliche Funktion, wird privat genutzt und vermittelt den Eindruck einer Instandhaltungsvernachlässigung. Es steht nicht unter Denkmalschutz.
Der Bahnhof besaß ehemals einen überdachten Hausbahnsteig am Gleis 1 und einen schmalen Zwischenbahnsteig zum zweiten Gleis mit niveaugleicher und durch den Fahrdienstleiter gesicherten Überquerung über das Hausgleis. 
Nach der erfolgten Umgestaltung des Bahnhofs zu einem Haltepunkt im Personenverkehr und dem damit verbundenen Gleisum- und Rückbau ist nunmehr der heute noch vorhandene Hausbahnsteig funktionslos, während der Zwischenbahnsteig gänzlich entfernt wurde.

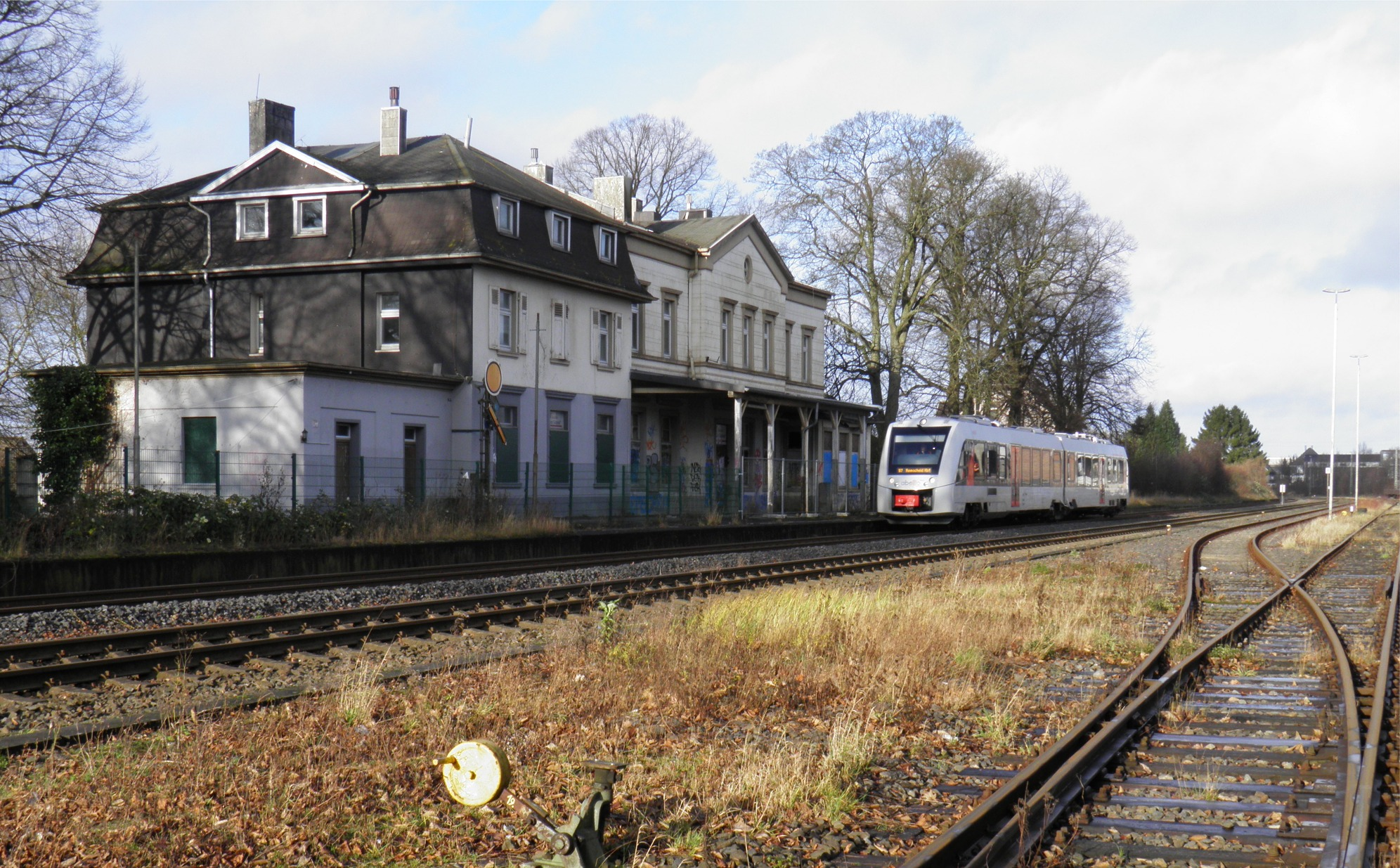
Neuer Zug vor dem alten Bahnhofsgebäude

Die beiden heutigen, südlich (und ortsnäher) des ehemaligen Bahnhofsgebäudes als Ersatz der ursprünglichen Bahnsteige neu angelegten und 76 cm hohen Außen- bzw. Richtungsbahnsteige sind sowohl über Treppenzugänge von der Herbringhauser Straße als auch barrierefrei von der Von-Bottlenberg-Straße (der westliche Bahnsteig in Richtung Lennep–Remscheid Hauptbahnhof–Solingen Hauptbahnhof) und über eine Rampe von der Grünenplatzstraße in Richtung Bahnhof Oberbarmen–Wuppertal Hauptbahnhof zu erreichen. An diesem Bahnsteig gibt es einen DB-Pluspunkt. Ferner sind beide Bahnsteige mit Blindenleitsteinen, einzeiligen dynamischen Fahrgastinformationsanzeigen und Lautsprechern ausgestattet.
Seit der Umgestaltung des Gleisfelds gibt es heute noch drei funktionsbereite durchgehende Nebengleise, Güter- und Rangiergleise sowie noch eine regelmäßig im Güterverkehr genutzte Anschlussstelle zur Bedienung der Firma Dirostahl, einem Stahl-, Walz- und Hammerwerk in Bahnhofsnähe. Die Anlieferung per Bahn kann heute nur noch über den Streckenabschnitt via Oberbarmen und Ronsdorf erfolgen, da die Müngstener Brücke schon seit einigen Jahren aus statischen Gründen für Güterzüge gesperrt ist. Das ehemalige Schotter- und heutige Betonwerk mit ehemals eigener Kiesverladeanlage und Anschlussgleis wird heute ausschließlich per LKW über die Straße bedient.
Zuletzt gab es im  Bahnhofsbereich zwei mechanische Stellwerke, eines mit der Bezeichnung „Lf Lüf“ im Erker des Fahrdienstleiters direkt am Bahnhofsgebäude und ein Turmstellwerk „Ln“ (für „Lüttringhausen Nord“) am nördlichen Bahnhofskopf in Richtung Ronsdorf. Nach der Modernisierung der Bahnstation wurden beide durch das neue Zentralstellwerk „Rf“ beim Hbf Remscheid ersetzt und überflüssig. Während der funktionslose Erker am Bahnhof noch vorhanden ist, wurde das Turmstellwerk niedergelegt.
Der Güterschuppen und der Bockkran im östlichen, ehemals dem Güterumschlag vorbehaltenen Bahnhofsgelände wurden abgetragen.

## Verkehr
Im Personenverkehr wird der Bahnhof montags bis freitags überwiegend im 20-Minuten-Takt und an Wochenenden sowie zu Schwachverkehrszeiten halbstündlich von der S-Bahn-Linie S 7 der S-Bahn Rhein-Ruhr bedient.
| Linie | Verlauf | Takt                                               |
| ----- | --- | -------------------------------------------------- |
| S 7   | Der Müngstener: Wuppertal Hbf – W-Unterbarmen – W-Barmen – W-Oberbarmen – W-Ronsdorf – RS-Lüttringhausen – RS-Lennep – Remscheid Hbf – RS-Güldenwerth – SG-Schaberg – Solingen Mitte – SG-Grünewald – Solingen Hbf Stand: Fahrplanwechsel Dezember 2023 | 20 min (wochentags) 30 min (Wochenenden/Feiertage) |

Das Unternehmen Abellio hatte eine im November 2010 entschiedene Ausschreibung gewonnen und betrieb zwischen Dezember 2013 und Januar 2022 den Personenverkehr auf der Strecke. Im Zuge der Insolvenz von Abellio Rail NRW wurde die Linie zum 1. Februar 2022 vorübergehend von Vias Rail übernommen. Zum 10. Dezember 2023 hat die RheinRuhrBahn den Betrieb der S 7 übernommen.
Bis zum 14. Dezember 2013 wurde der Bahnhof von der Regionalbahn Der Müngstener (RB 47) bedient, die von DB Regio NRW betrieben wurde. Dabei wurden im Normalfall zweiteilige Triebwagen der Baureihe 628.4 in Einfachtraktion eingesetzt.
Anschluss an den Busverkehr gibt es mit drei fußläufig erreichbaren Haltestellen. Die Haltepositionen in der Barmer Straße werden von den Linien 636 in Richtung Wuppertal-Oberbarmen (parallel zur Bahnstrecke via Linde) und 666 nach Wuppertal-Ronsdorf bedient. Beide starten kurz vorher an der zentralen Bushaltestelle am Rathaus Lüttringhausen. In der Beyenburger Straße bestehen mit den Linien CE63, 654, 660 und – im Nachtverkehr – NE14 Verbindungen ins Remscheider Zentrum über Großhülsberg, Lennep bzw. Klausen. Bis auf die Schnellbuslinie führen diese auch zur Haltestelle in der Wendeschleife auf der Grünenplatzstraße.